# Xenophidion acanthognathus
Xenophidion acanthognathus — вид змій родини Xenophidiidae. Один з двох видів родини. 

## Поширення
Ендемік Малайзії. Поширений у штатах Сабах і Саравак на півночі Калімантану. За всю історію спостережень виявлено лише два екземпляри цього виду.